# كاسر الجوز
كاسر الجوز أو التُّبُّس أو خازن الجِلَّوْز أو خازن البندق أو طائر النمنمة (الاسم العلمي: Sitta)، هو من فصيلة الطيور المغردة، وهو من أنواع الطيور التي تربي أبنائها الصغار معها في عائلتها. وبالنسبة لشكله: فهو يمتاز برأس كبير، منقار قوي، سيقان قوية، وذيل صغير. ويوجد في معظم الأنواع شريط عازل لونه أسود حول العينين، وريش علوي لونه بين الأزرق والرمادي.
تعيش معظم طيور كواسر الجوز في الغابات المعتدلة والمناطق الجبلية في نصف الكرة الشمالي. ولكن يوجد نوعان منها يظهران توافقهما لاستيطان الحقول الصخرية التي في المنطقة الحارة والجافة من أوراسيا. إلا أنه من الصعب عدم تمييز التشابه بين الأنواع الموجودة بأعداد كبيرة في جنوب آسيا. وجميع أنواع الطيور التي تعد من هذا الفصيل صنعت عُشش لها في الشقوق والفجوات. ومعظم الأنواع تهاجر إلى الأماكن التي وجدوها ليعيشوا بها على مدار العام. ويهاجر نوع (ستيديا جانادنسيس) الذي يعيش في أمريكا الشمالية إلى المناطق الأكثر دفئاً في الشتاء. وقُيّدت أماكن معيشة العديد من أنواع طيور كواسر الجوز وأصبحت تحت خطر تهديد الانقراض بسبب إزالة الغابات.
وطيور كواسر الجوز هي من آكلات اللحوم والأعشاب، وفي الغالب تأكل الحشرات والطعام ذي القشرة وتتغذي على البذور. ويقوم الطائر في بعض الأحيان بالتفتيش في بدن الأشجار وينتقل إلى أغصانها وأحيانا داخل وتحت غلاف الشجرة للبحث عن الحشرات. وفي موسم التكاثر تبحث عن الطعام في مناطقها. ولكن في أوقات أخرى تدخل للبحث عن الغذاء بأسراب مشكلة من أنواع مختلفة.

## التصنيف
يحتل الطائر كاسر الجوز مكاناً ضمن فصيلة ستيديا التي تأتي من اسم σίττη والذي يُطلق على هذا الطائر في اللغة اليونانية  وقد كان هذا النوع ضمن تصنيف (لينيوس 1758). صنفت بعض علوم التصنيف الطيور (كواسر الجوز)، والطائر المتسلق على الحائط ضمن فصيلة الطيور المتسلقة في مجموعة أكبر مع طيور النمنمة. وقد تكوّن مجموعة أخويه بالسيلفيوديا من الطيور الشقيقة المغردة وبدعم من الدراسات الجينية التي تم القيام بها باستخدام الحمض النووى والميتوكندريون والسيرثيوديا وأصبحوا عائلة ممتازة. وانقرض أصل قلاد سيرثيوديا لتسجيل فصيلة هذا الجروب وقد عُرّفت وأصبحت عضواً، وتم تعريفها في بافاريا باسم طيور الروملي سيرثيوبوس. وتم تمييزها ببقاء عظام القدم منذ العصر الميوسيني المبكر.
ومن الصعب جداً توضيح الحدود الفاصلة بين الأنواع. وأما عن أماكن تكاثر طيور ستيديا جانادنسيس، وطيور ستيديا وايت هيدي، وطيور ستيديا يوناننسيس فهي تبعد ألآف الكيلومترات عن بعضها البعض. إلا أنهم يتشابهون مع بعضهم في تفضيل أماكن المعيشة والمظاهر وأصوات تغريداتهم علي حدٍ سواء. وقد كانوا يصنفون الثلاثة أنواع على أنها صنف واحد ولكن الآن انقسمت إلى ثلاثة أنواع منفصلة. وقد كوّن طائر (كاسر الجوز) الصغير وطائر ستيديا (لدانتي) مع بعضهم جميعاً مجموعة ممتازة. والغير مألوف في هذه الطيور أن الخمسة أنواع تصنع أصواتا خاصة بعُشها الخاص بها. وكُوّنت أنواع أخرى ممتازة مثل طير الأوراسي وطير نجاينسيس وطير كشميرنسيس وطير جيناموفينترس وأصبحوا في الجغرافيا على مدار آسيا وانتشروا وتبادلوا أماكن بعضهم. ولكن اليوم وقبل أن يتم تصنيفها أصبحت أربعة أنواع منفصلة وقد قُبلت أشكال أنواع ستيديا للطيور كواسر الجوز الأوراسية الموجودة في جنوب آسيا. حيث تم اقتراح طيور النيجاموفينترس حديثاً وقد تم تصنيف نوعين منفصلين من طيور النيجاموفينترس الموجودة في جبال الهملايا وطيور الكاستينا الموجودة في جنوب نهر الجانج.
والطيور التابعة لعائلة نيوستيديا ذييست متقاربة مع الطيور كواسر الجوز التي تعيش في جين الجديدة وأستراليا مع طيور الهايبوستيديا الكوراليروستريس _التي تعيش في مدغشقر_ والتي حصلت على مكان في نفس العائلة حينها بسبب تشابة مناخ المعيشة والظاهرات الطبيعية. وقد برزت أوجه التشابه بين هذه الأنواع مع التطورات المتقاربة لملء مكانة البيئة. وقد أجريت دراسات في عام 2006 عن الطيور كواسر الجوز الآسيوية، واقترح فصل عدة أنواع عن الطيور ستيديا مشيراً إلى بعض المشاكل والتي لا تزال بدون حل في تصنيف الطائر كاسر الجوز. وقد صنفت هذه المقترحات على أنها نوع منفصل (طيور ستيديا فرونتاليس، وطيور ستيديا سولانجيا، وطيور ستيديا اوينوشلميس) أنواع جنوب آسيا ذو المنقار الأصفر والأحمر. أما عن طيور ستيديا الأزورية فهي نوع ثالث وربما يتكون نوع رابع أيضاً من الأشكال ستيديا. وأظهرت دراسات الحمض النووى السمات المميزة للسلالة الشمالية ستيديا للطيور كواسر الجوز الأوراسية ذات الصدر الأبيض ورشحت للتصنيف وأصبحت نوع منفصل.

## الخصائص الفيزيائية

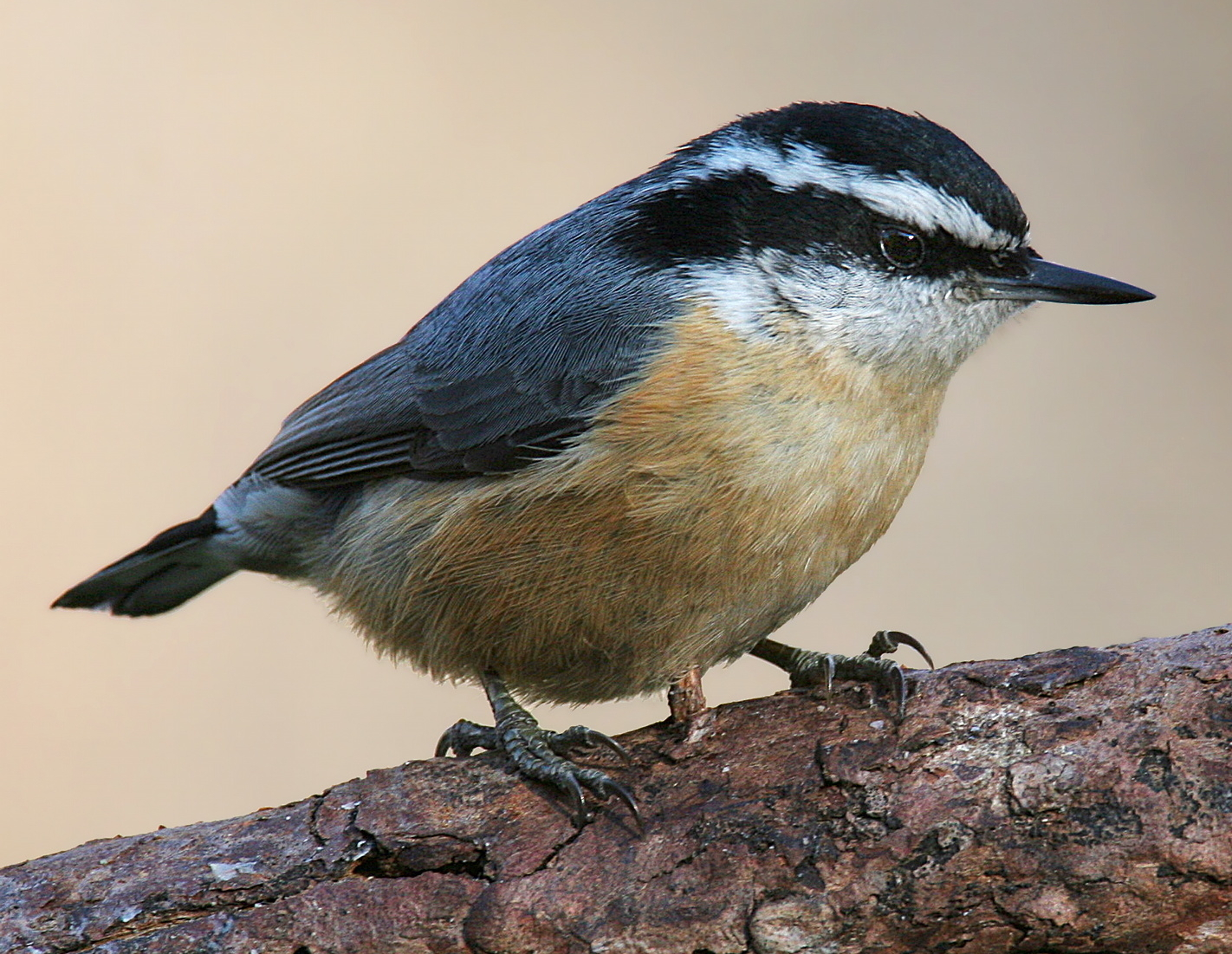
غناء طيور ستيديا جانادنسيس مثل صوت الأبواق الصفيحي

الطائر كاسر الجوز قصير الأرجل وذيله قصير مربع وهو طائر ممتلئ الجسد ولديه منقار طويل، حاد ومتين، ومخالب طويلة، وأصابع قوية. لون الجزء الخلفي للطائر كاسر الجوز أزرق مع رمادي ولكن بعض الأنواع الآسيوية لون جزئها الخلفي الأزرق مع الأرجواني وذات منقار لونه أحمر مع الأصفر. لون ريشها السفلي وكذلك لون البشرة إما أن يكون اللون الأبيض المختلط مع اللون البنفسجي أو هو لون الصدأ مع البرتقالي. وهناك بعض التغيرات التي تظهر على هذه الأنواع فتتشارك التل الأسود والجبين الكثيف والشريط الأبيض أو الأسود الذي حول مستوى العين للجميع. تتشابه الألوان من الذكور والإناث ولكن في ألوان الريش السفلي فقط. ويظهر الفرق بينهم خاصة في الجانب الخلفي وتحت الذيل. ولا يمكن تمييزأعمار هذه الطيور التي في سن كبير والتي في مقتبل عمرها عن الطيور البالغين.
الطائر كاسر الجوز يبلغ حجم قامته 195 مم، طيور ستيديا الماجنادن تبلغ من الوزن 47-36 جرام، وتقريباً 100 مم في القامة. وتختلف طيور ستيديا البيجامية عن طيور ستيديا البوسيلا التي يصل وزنها إلى 15 جرام.
الطيور كواسر الجوز لها أصوات صفارات مختلفة، وتصدر أصواتاً مختلفة كثيراً مثل النداء والغناء. أما عن التناسل فهو يتمّ بطريقة مبسطه كتبادل تغريداتهم بالغناء، ولكنه يستغرق وقتاً طويلاً.

## الأنواع
توجد أنواع متنوعة عالية جداً في آسيا الجنوبية والتي ربما أصبحت موطن الطيور كواسر الجوز ووجد 15 نوع منفصل ولكن الطيور كواسر الجوز تنتشر تقريباً في كامل نصف الأرض الشمالي. وقد تم إعطاء 25 نوعاً من الطيور كواسر الجوز المعروفة حتى يومنا هذا.

| الأنواع مع أعداد التصنيف | الأنواع مع أعداد التصنيف | الأنواع مع أعداد التصنيف | الأنواع مع أعداد التصنيف |
| ------------------------ | ------------------------ | ------------------------ | ------------------------ |

| الاسم                                                    | الصورة | الخصائص الفيزيائية | التوزيع (عدد السكان إذا كان معروفاً)                                                                                 |
| -------------------------------------------------------- | ------ | --- | --- |
| خازن البندق الأوراسي                                     |        | 14 سم في القامة، ويوجد شريط عازل لونه أسود حول العينين، والريش العلوي لونه أزرق مع الرمادي، أما الريش السفلي فلونه أبيض أو أحمر                                             | أوراسيا المعتدلة (10مليون نسمة)                                                                                     |
| ستيديا نيجاينسيس                                         |        | 12,5 حتى 14 سم، والريش العلوي معظمه رمادي شاحب، أما الريش السفلي فمعظمه أبيض، ويوجد شريط عازل مظلم حول العينين                                                              | شمال شرق الهند، ومن شرق تايلاند حتى الشمال الغربي                                                                   |
| ستيديا كاشميرنسيس                                        |        | 14سم في القامة، ومعظم الريش العلوي لونه رمادي، والريش السفلي مع الذقن لونهم أحمر                                                                                            | من شرق أفغانستان حتى غرب نيبال                                                                                      |
| ستيديا جيناموفينترس                                      |        | 13 سم في القامة، وتظهر ألوان مختلفة بين الريش السفلي | جبال الهيمالايا في شمال شرق الهند وحتى تايلاند، وغرب اليونان                                                        |
| ستيديا كاستانيا                                          |        | 13 سم في القامة، وتظهر ألوان مختلفة بين الريش السفلي | شمال ووسط الهند |
| ستيديا هيملاينسيس                                        |        | 12 سم في القامة، ومنقارها أقصر من ستيديا كاشميرنسيس، الريش السفلي لونه برتقالي، وريش أسفل الذيل لونه مشرقريش، وأعلى الذيل لونه أبيض مختفي ويصعب ظهور لونه                   | في شمال شرق الهند، ومن الهيمالايا حتى جنوب غرب الصين، والمناطق الواقعة في شرق فيتنام                                |
| ستتيديا فيكتوريا                                         |        | 11,5 سم في القامة، والريش العلوي لونه رمادي، ومعظم الريش السفلي لونه أبيض                                                                                                   | موطنهم في بورما |
| ستيديا بيجمايا                                           |        | 10 سم في القامة، والريش العلوي لونه أزرق ومتوج بالرمادي، أما الريش السفلي أقل بياضاً، ولديه بقع بيضاء على الرقبة                                                             | من كولمبيا بريطانيا حتى جنوب غرب المكسيك، غرب أمريكا الشمالية (2-3 مليون نسمة)                                      |
| ستيديا بوسيلا                                            |        | 10,5 سم في القامة، ولديه رأس بُنية اللون مع شريط عازل حول العينين لونه أسود مظلم، وخديه أبيض اللون وكذلك البطن والذقن، ولديه بقع بيضاء صغيرة على الرقبة، وأجنحة زرقاء اللون  | جنوب شرق الولايات المتحدة وجزر البهاماس (1,5 مليون نسمة)                                                            |
| كاسر الجوز الكورسيكي                                     |        | 12 سم في القامة، والريش العلوي لونه أزرق مع الرمادي، لدى الذكور شريط أسود عازل حول العينين مفصول عن الشريط الأبيض، ولدى الإناث شريط رمادي حول العينين والرأس                | موطنهم في كورسيكا (3,000-9,000 أزواج)                                                                               |
| كاسر الجوز القبائلي                                      |        | 13,5 سم في القامة، والريش العلوي لونه أزرق مع الرمادي، لدى الذكور شريط أسود عازل حول العينين مفصول عن الشريط الأبيض، ولدى الإناث شريط رمادي حول العينين والرأس              | موطنهم في شمال شرق الجزيرة (أقل من 1,000)                                                                           |
| كاسر الجوز الكروبرز                                      |        | 11,5-12,5 سم في القامة، والريش السفلي أبيض مع حلق محمرّ، أما الريش العلوي فمعظمه لونه رمادي                                                                                  | تركيا وجورجيا وروسيا وجزيرة ليسبوس اليونانية (80,000-170,000 زوج)                                                   |
| كاسر الجوز الصيني                                        |        | 11,5 سم في القامة، والريش العلوي لونه رمادي، أما الريش السفلي فلونه وردي | الصين، كوريا الشمالية والجنوبية                                                                                     |
| ستيديا يوناننسيس                                         |        | 12 سم في القامة، والريش العلوي لونه رمادي، أما الريش السفلي فلونه أبيض | موطنهم في جنوب غرب الصين                                                                                            |
| كاسر الجوز أحمر الصدر                                    |        | 11 سم في القامة، والريش العلوي لونه أزرق مع الرمادي، أما الريش السفلي فهو محمرّ، ووجهه أبيض، ولديه شريط عازل لونه أسود حول العينين، وحلق أبيض، ورأس أسود، ومنقار رمادي مستوي | أمريكا الشمالية المعتدلة والشمالية الغربية، ومعظم أنحاء الولايات المتحدة في فصل الشتاء وتمر في جنوب كندا (18 مليون) |
| ستيديا ليكوبسيس                                          |        | 13 سم في القامة، خديه والحلق والريش السفلي ألوانهم بيضاء، ومعظم الريش العلوي لونه رمادي داكن                                                                                | من شرق أفغانستان حتى غرب الصين والنيبال (10 مليون)                                                                  |
| الطائر كاسر الجوز ذو المنقار الأبيض (ستيديا كاروليننسيس) |        | 13-14 سم في القامة، ويوجد له دوائر كاملة بيضاء في الوجه، والريش السفلي والوجه لونهم أبيض، ومعظم الريش العلوي لونه أزرق مع الرمادي الشاحب                                    | من جنوب كندا وحتى المكسيك وأمريكا الشمالية                                                                          |
| الطائر كاسر الجوز الصخرى (ستيديا نيوماير)                |        | 13,5 سم في القامة، وذو حلق أبيض، والريش السفلي لونه أبيض كلون بشرة البطن، أما الريش العلوي فلونه رمادي، وتظهر فروق في الريش السفلي وشريط العينين                            | من شرق البلقان واليونان حتى تركيا وإيران (130,000)                                                                  |
| الطائر كاسر الجوز الصخري الكبير (ستيديا تيفرونوتا)       |        | 16_18 سم في القامة، والريش العلوي لونه رمادي، أما الريش السفلي فلونه أبيض، وظهر الجانبين لونهما وردي                                                                        | شمال العراق، ومن غرب العراق حتى وسط آسيا (في أوروبا 43,000_100,000)                                                 |
| ستيديا فرونتليس                                          |        | 12,5 سم في القامة، والريش العلوي لونه أزرق أورجواني، والخدين خزامى، أما الريش السفلي فلونه بيج وحلقه أبيض، ومنطقة الجبين لونها أسود ومنقاريه لونه أحمر                      | من الهند وسريلانكا حتى أندونيسيا وجميع أنحاء جنوب شرق آسيا                                                          |
| ستيديا سولانجيا                                          |        | 12,5_13,5سم في القامة، والريش السفلي لونه أبيض، أما الريش العلوي فلونه بنفسجي، ومنقاره لونه أصفر                                                                            | فيتنام، وهاينان، والصين                                                                                             |
| ستيديا أوينوتشليمس                                       |        | 12,5 سم في القامة، والريش السفلي لونه وردي، ومنقار أصفر، أما الريش العلوي فلونه بنفسجي                                                                                      | موطنهم في الفلبين                                                                                                   |
| الطائر الأزرق                                            |        | 13,5 سم في القامة، والريش العلوي لونه رمادي، أما الريش السفلي فلونه أبيض | ماليزيا، سومطرة، جاوة                                                                                               |
| ستيديا ماجنا                                             |        | 19,5 سم في القامة، والريش العلوي لونه رمادي، أما الريش السفلي فلونه أبيض | الصين، بورما، تايلاند                                                                                               |
| خازن البندق الجميل                                       |        | 16,5 سم في القامة، والظهر الأعلى والجانبين الخلفيين بهم شريط أبيض وأسود، والكتفين أزرق لامع، أما الريش السفلي فلونه برتقالي، ووجهه شاحب                                     | شمال شرق الهند وأيضاً إقليم بورما، وجنوب الصين وجنوب شرق آسيا الشمالية                                               |

## التوزيع وأماكن الإسكان
تعيش معظم الطيور كواسر الجوز في أوروبا وأمريكا الشمالية وتعيش أيضاً في أماكن في آسيا وحتى حدود والاس. وقد يكون تواجدهم نادراً جداً في أفريقيا. ويوجد نوع ستيديا هيسبانينسيس، وهو نوع فرعي لطيور كواسر الجوز الأوراسية ويعيش في جبال المغرب مع نوع آخر يعيش بمفرده في هذه القارة في شمال شرق الجزائر ومعظم هذه الأنواع ليست من الطيور المهاجرة. والجدير بالذكر أن نوع واحد من الطيور المهاجرة تنفصل عن الأجزاء الشمالية من مواقع التكاثر في كندا من أجل قضاء فصل الشتاء. وستيديا جانادنسيس هو النوع الذي يفضل الذهاب إلى أجزاء أخرى من أمريكا الشمالية. وقد ظهر هذا الطائر أيضاً في نفس الوقت في برمودا، وأيسلندا، وانجلترا
وتعيش معظم الطيور كواسر الجوز في الغابات حيث تمّ تفضيل كل نوع معين قد وجد في جميع أنواع الغابات على الرغم من تواجد نفس أنواع الأشجار. وعلى هذا التفضيل: فإن نوع ستيديا وايت هيديدن الذي يعيش تحديداً في الصنوبر فإنه يفضلّ من أجل عيشه الغابات المختلطة مع الغابات المكوّنة من الأشجار النفضية ولكن في وقت التكاثر فإنه يفضل غابات الأشجار الصنوبرية في الشمال وتختلف تماماً حتى مع الطيور كواسر الجوز الأوراسية. ومع ذلك، فإن هذين النوعين من الطيور كواسر الجوز الصخرية ليسوا مرتبطين بالغابات فإذا ذهبوا إلى الغابات خارج موسم التكاثر فإنهم يتكاثرون في المنحدرات الصخرية. وغالباً ما يظهرون الانفصال وفقاً لمناطق مستوى الارتفاع عن سطح البحر والتي تفضل أن تعيش فيها الأنواع المختلفة معاً في المناطق الآسيوية.
تفضل الطيور كواسر الجوز المناخ المعتدل نسبياً وبينما يوجد أنواع تعيش في الشمال على شاطئ البحر تعيش أنواع أخرى في الجنوب في أعلي مستوى سطح البحر الذي يكون أكثر برودة. وتتكاثر في جبال الجزء الجنوبي بينما تكون متواجدة على الارتفاعات المنخفضة في الجزء الشمالي حيث يتواجد نوع ستيديا جانادنسيس مع طيور الأوراسي. على سبيل المثال: فإن طيور الأوراسي تتكاثر في شهر يونيو في نطاق درجة حرارة 16_27. وبينما تعيش فوق مستوى سطح الأرض في شمال أوروبا فإنها تتواجد أيضاً في المغرب على ارتفاع 1,750_1,850م. وطيور ستيديا فرونتاليست هي النوع الوحيد الذي يفضل الغابات الاستوائية المنخفضة عن سطح البحر بين الطيور كواسر الجوز.

## السلوك

### التعشيش والتكاثر والبقاء على قيد الحياة
تتجمع الطيور كواسر الجوز جميعاً في الفضاء، وتستخدم الطيور كواسر الجوز الصخرية جميع تجاويف الأشجار الخارجية، وقاعدة العُش تكون كالوعاء مصنوعة من مواد لينة لوضع البيض. بعض الأنواع تستخدم قشور البذرة وجزيئات من قشور الأشجار في قاعدة العُش. وبعض الأنواع الأخرى تستخدم الطحالب، والأعشاب، والشعر، والريش كما هو الحال في الطيور المغردة. وأعضاء نوع طيور ستيديا جانادنسيس الممتازة يضعون أنفسهم بداخل تجاويف الأشجار نفسها، ولكن يوجد نوع آخر يستخدم التجاويف التي خلقها نقار الخشب أو التجاويف الطبيعية الكائنة في الأشجار. وبعض الأنواع الأخرى تغلق مدخل التجاويف بشقوق وصغيرات الطين.
ونبع من هذه المميزات الاسم الذي أُعطى لهذه الطيور في اللغة التركية ومن هنا فقد اكتسبت اسمها في اللغة التركية، ولكن ليس لهم سلوكاً محدداً بين جميع الأنواع. فينما تكون إناث ستيديا جانادنسيس في الداخل نجد الذكور في الخارج وتقع علي عاتقهم مهمة حماية العش بقطيرات من صمغ أشجار الصنوبر ليجعلوا عُشهم في حالة محمية. والطيور التي تعيش في العُش يمكنها ردع المنافسين والصيادين، ولكنها تتخلص من الراتنج عابرة من ثقب الدخول مباشرةً. الطائر كاسر الجوز ذو الصدر الأبيض غالباً ما يفرز مادة سامة حول مدخل عُشه ليحميه من الحشرات. وقد وجد أن هناك رائحة كريهه تخرج من منافسيه كالحشرات المسحوقة والسناجب التي خرجت بعيداً فيعتبرن جميعاً منافسون للطيور كواسر الجوز الموجودة في تجاويف الأشجار.
ويبني الطائر كاسر الجوز الصخري عُشه في شكل معوّج وبعناية تامّة من الريش أو الشعر والبراز والطين، ويزين الشقوق القريبة من مخرج العُش بأجنحة الحشرات والريش. استطاعت هذه الطيور أن تحصل على مكان لأعشاشها في الأبنية أو في المنحدرات الصخرية والكهوف وشقوق الصدور. وأما عن الطائر الصخري الكبير فإنه يصنع عُشه بعناية أقلّ حيث يشبه شق الدخول، ويستطيع أن يبني عُش صغير أو كبير، فقد يصل هذا العُش أيضاّ إلى 32 كجم. وهذا النوع يصنع عُششاً أيضاً في تجاويف الأشجار وعلى شاطئ الأنهار في نفس الوقت، وكلّما كان العُش دقيقاً كلما كان أفضل واتسع أكثر.
تجتمع الطيور كواسر الجوز جميعاً ليختاروا زوجاً واحداً لمدى الحياة حيث تبيض الإناث بيضاً أحمر أو أصفر، ويكون ذلك بأعداد مختلفة، وقد وجد أن النوع الشمالي هو الأعلى إنتاجا للبيض. تقوم الإناث باحتضان البيض وقد يساعدها في ذلك الذكر لمدة 12_18 يوماً وفقاً للنوع. وبالتغذية الجيدة فان الصغار تكبر خلال 21-27 يوما. ويقوم كل من الأب والأم بتغذية صغارهم حتى أن النوعين الأمريكيين (ستيديا بوسيلا، وستيديا بيجاميا) كانوا مساعدين لفترة ما سابقاً، كما يمكن للذكور أيضاً مساعدة والديهم.
عندما تمّ البحث عن العديد من الأنواع وجدت معلومات حول معيشتهم الطبيعية ليصل سنهم من 2-3 حتى ال5 سنوات لكنه أشار أيضاً إلى أن البالغين يصل عمرهم إلى أكثر من 10 سنوات. ولا يبقى الطائر كاسر الجوز الصخري كبير السن على قيد الحياة لعاماً آخر وذلك بنسبة 53%، وأما ذكور طائر كاسر الجوز الكورسيكه لا تتعدى نسبته 61,6%. والخطر المهدد لطيور كواسر الجوز وغيرها من طيور الغابات الصغيرة هو خطر الصيد وذلك بواسطة الصقور، والبوم، والسناجب، ونقار الخشب. وقد أظهرت إستراتيجية الدراسات الأمريكية أن الإنجاب لدى طيور كواسر الجوز مصاحبة لغريزة الحماية ضد الحيوانات المفترسة. وهناك نوعان من الرجال هاجموا البيض مع الصقر ستراياتس الذي طارد طيور كواسر الجوز كبار السن. الطائر كاسر الجوز جانادنسيس ذو الصدر الأبيض يعيش أقل عمراً، ولكنه ينجب ذرية أكثر. وقد تبينت مواجهتها الأكثر شدة للحيوانات المفترسة التي تهاجم بيضها، وقد أظهرت طيور ستيديا جانادنسيس ردة فعل قوية جداً اتجاه أنواع الصقور الذين حاولوا مهاجمة بيضها ومهاجمة كبار السن خاصة. وفي هذه الدراسة تدعم النظرية القائلة بأن الأهمية الإستراتيجية للاستفادة من فرص النمو المستقبلية، ومن بقاء النوع كبار السن على قيد الحياة والذي يعيش لفترة طويلة في حين أن النوع الذي يعيش لمدة أقصر تبقي ذريتهم على قيد الحياة مدة أكبر. يمكن أن يتحول الطقس البارد إلى مشكلة تواجه الطيور الصغيرة غير المهاجرة فيمكن تقديم المساعدة من أجل حماية حرارة تجثيهم في جروب، وقد لوحظ أن عدداً من أنواع الطيور كواسر الجوز تتصرف على أساس هذا الشكل. حتى أنه قد لوحظ 170 من ستيديا بيجاميا في مجثم واحد معاً، ووجود ستيديا بيجاميا في مجثم واحد عمل على انخفاض درجة الحرارة فيمكن الحفاظ على الطاقة مع انخفاض معدل العنصر الأساسي.

### التغذية
تبحث الطيور كواسر الجوز عن غذائها في أغصان وجذوع الأشجار، وتعتبر هي ونقار الخشب من نفس مجموعة النظام الغذائي إلا أن نقار الخشب وطيور أشجار التيرمشيق لا يعتمدون علي ذيولهم من اجل المساعدة. وبدلاً من ذلك فإنهم يتقدمون بدفع أرجلهم وأقدامهم القوية، كما يمكنها أن تتحرك في جميع أجزاء فروع الشجرة، ويمكنها أن تبقى على رأس الفروع المتدلية. وبينما تقف الطيور الصغيرة على رأس الفروع المتدلية فإنهم يستطيعون أن يتمددون ويشربون المياه من الأوراق السفلية. وتبحث الطيور كواسر الجوز الصخرية عن غذائها في شكل مشابه للأنواع التي تعيش في الغابات، ولكنها تصنع أيضاً هذا العمل في عُششها أحياناً وسط مئات الصخور. يتغذى الطائر كاسر الجوز في فترة التكاثر في منطقته ولكن يمكنه أيضاً أن ينضم إلى أسراب الطيور المتنوعة في فترات أخرى.
وفي فترة التكاثر خاصة تعتبر الحشرات واللافقاريات جزء هام من النظام الغذائي لمعظم طيور كواسر الجوز التي تتغذي على الفريسة الحية. بينما في فصل الشتاء يعتمد النظام الغذائي لطيور كواسر الجوز علي البذور وذلك لعدم توافر اللافقاريات حينها. وتقوم طيور كواسر الجوز بتكسير الأغذية الموجودة في الشقوق كالحشرات الكبيرة، والبذور، والجوز، والقواقع بمنقارها وتتغذي عليها. و (كسّارة البندق) هو الاسم الذي يطلق علي هذه الطيور في لغة إنجليزية ويعتبر كذلك أحد خواص طيور كواسر الجوز. تستخدم ستيديا بوسيلا قشور الأشجار رافعةً إياها بشكل غير معتاد من أجل طيورها الصغار، وتبحث عن غذائها تحت قشور الأشجار. وأحياناً أخرى يمكن للطائر كاسر الجوز أن يستخدم غطاءً للحفاظ على مخبأ البذور الذي أسفر عنه بحثه، وتنقلها إلى جانب قشور الأشجار مستخدمها كأداة.
تجمع طيور كواسر الجوز غذائها _خاصة البذور_ بين قشور الأشجار أو تحت الأحجار الصغيرة وفي شقوق الأشجار، ويمكن أن تتذكر أماكن التخزين خلال 30 يوماً. وبالمثل فإن الطيور كواسر الجوز الصخرية تجمع غذائها ويتم تراكمه في الشقوق الصخرية، ومن أجل أن يتمّ استهلاكها وقت الحاجة إليها. وقد لوحظ أن الطائر كاسر الجوز الأوراسي يستهلك الغذاء المخزن في الأوقات الطبيعية، ولوحظ أيضاً أن وقت بقاء المخزن أصبح في وضع حرج.

## وضع الحماية
يوجد عدد كبير من السكان وتوزيعات واسعة لبعض أنواع الطيور كالعديد من طيور كواسر الجوز وأنواعها في أمريكا الشمالية. ولذلك لا توجد مشاكل حماية. وعلى الرغم من عدم وجود مشاكل حماية إلا أن إزاله الغابات قد أثرت محلياً فبعض أنواع الطيور التي تعيش في أكثر الأماكن انحصارا واجهت ضغطاً كبيراً. وقد وجد نوع ستيديا فيكتوريا فقط في منطقة نات ما تونج في بورما والتي تعتبر ضمن الأنواع المهددة بالانقراض. ومع الأسف ألغيت الغابات في هذه المنطقة حتى 2,000 م، وسبّبت أضراراً جسيمه فيما بين 2,000 م_2,500 م. يعيش فيما يقرب من 12,000 شخص في الحدائق الوطنية لنات ما تونج، وهددت الفخاخ والحرائق المقبلة سكان طيور كواسر الجوز. وذهب العديد من سكان ستيديا فيكتوريا وقد خُمن عددهم إلى الألف، ولم يتم اتخاذ أي تدابير وقائية وتقليلهم. وُجد الطائر كاسر الجوز الجزائري في أربعة مناطق فقط في الجزائر ولا يتجاوز مجموع سكانهم 1,000. وعلى الرغم من وجود تربية المواشي في الحدائق الوطنية إلا أن النار والتعرية خفضت من جودة مجالات المعيشة الطبيعية.
دُمرّت الغابات بسبب انخفاض سكان ستيديا يوناننسيس وستيديا سولانجيا الذين يعتبرون من الأنواع الحساسة. ويمكن التعامل مع تخفيض جزء من الأشجار لأجل طيور ستيديا يوناننسيس التي تفضل غابات شجر الصنوبر الواضحة. وإن كانت هناك أماكن إقليمية تُستخدم على نطاق واسع فقد فُقِدت من معظم المنطقة والتي تم ذكرها في القرن ال20. كما هدد تخفيض 70% من مساحة الغابات وبالنزوح من الأراضي الزراعية في إطار برنامج إعادة التوطين للحكومة الصينية في هاينان سكان ستيديا سولانجيا إلى حدٍ كبير.
وكذلك هددت إزالة غابات الصنوبر التي تقع حول شاطئ البحر الأبيض المتوسط الطائر كاسر الجوز الصغير من التمدّن الذي ظهر حول هذا النوع والذي كان شائعاً من قبل. وفي عام 2003 في تركيا أُصدر قانوناً لتشجيع السياحة والذي زاد كثيراً من تهديد الحياة الطبيعية لهذا النوع. حدّ هذا القانون من البيروقراطية وسهل إنشاء منازل صيفية ومرافق سياحية على الساحل في المناطق التي بها مشاكل حول إزالة الغابات من أجل الطيور كواسر الجوز.

## وصلات خارجية
- إنترنت مجموعة الطيور
- صور الطيور الشرقية